# Eurycarenus subater
Eurycarenus subater är en tvåvingeart som beskrevs av Paramonov 1960. Eurycarenus subater ingår i släktet Eurycarenus och familjen svävflugor.
Artens utbredningsområde är Nigeria. Inga underarter finns listade i Catalogue of Life.